# Pau l'Ermità
Pau de Tebes, també conegut com a Pau l'Eremita, Pau l'Ermità o Pau l'Anacoreta (copte: Ⲁⲃⲃⲁ Ⲡⲁⲩⲗⲉ; àrab egipci: الانبا بولا, al-Anba Bola; àrab: الانبا بولا, al-anbā Būlā) (Egipte, ? - Tebaida, 341), fou un anacoreta, el primer dels eremites cristians. És venerat com a sant per diverses esglésies cristianes. No s'ha de confondre amb Pau el Simple, deixeble de sant Antoni el Gran.

## Llegenda

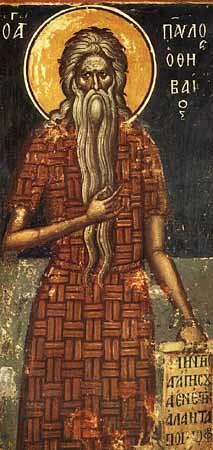
Icona del sant

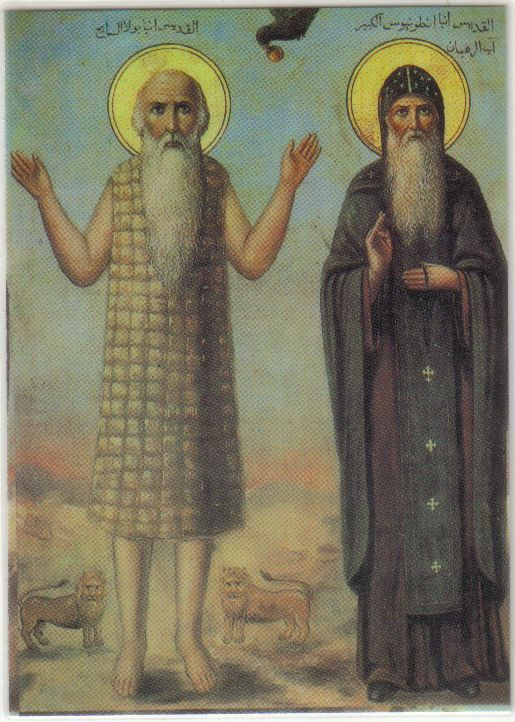
Icona copta, amb els sants Pau ermità i Antoni abat.

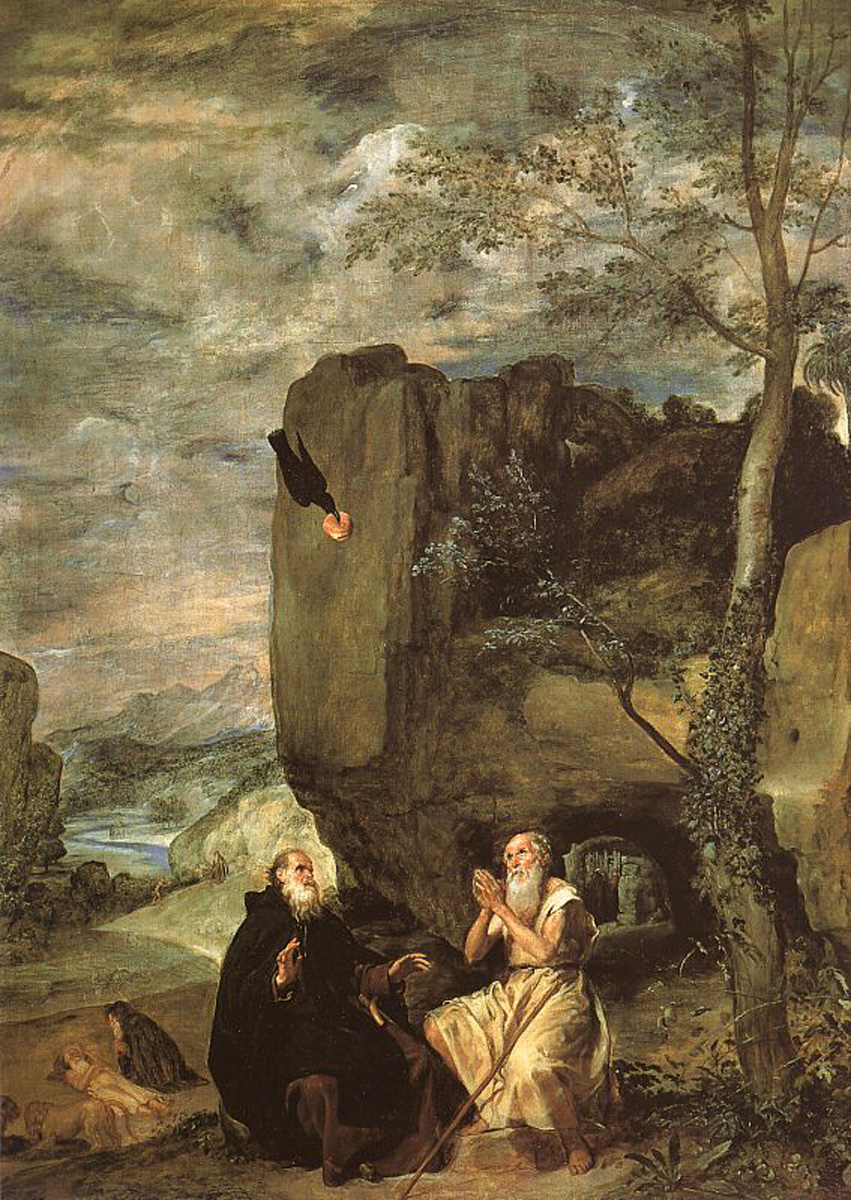
Sant Pau i Sant Antoni al desert per Velázquez, 1636-1638 (Madrid, Prado)

La llegenda narrada per sant Jeroni a les Vitae Patrum (Vita Pauli primi eremitae) és que, essent jove, Pau va marxar al desert de Tebes durant la persecució de Deci i Valerià I cap al 250. Va viure a les muntanyes d'aquest desert, en una cova propera a una font i una palmera; amb les fulles se'n vestia i amb la fruita en menjava. Visqué així durant 43 anys i llavors un corb va començar a portar-li un tros de pa diàriament. Va viure a la cova fins a la seva mort, gairebé als 113 anys.
Jeroni narra també la trobada amb Antoni abat: Antoni anà a visitar-lo i conversaren durant un dia i una nit. El segon cop que Antoni anà a visitar-lo, Pau era mort. Antoni el vestí amb una túnica que li havia donat Atanasi d'Alexandria i el sebollí, amb l'ajut de dos lleons que van cavar la fossa.

## Veneració
La seva festivitat se celebra el 15 de gener a l'Església Catòlica, i el 5 i el 15 de gener a l'Església Ortodoxa i el 2 de meshir (9 de febrer) a les esglésies orientals. Sant Antoni el qualificà com «el primer monjo». L'Orde de Sant Pau Primer Eremita es va fundar en honor seu.
A Barcelona era venerat com a patró secundari pel gremi d'esparters i estorers, ja que es deia que havia estat, al desert, el primer a teixir l'espart, fent-ne estores.